# باشگاه فوتبال داونهام تاون
باشگاه فوتبال داونهام تاون (به انگلیسی: Downham Town Football Club) یک باشگاه فوتبال در شهر داونهام مارکت، کشور انگلستان است که در سال ۱۸۸۱ میلادی تأسیس شده‌است.